# Arnold C. Klebs

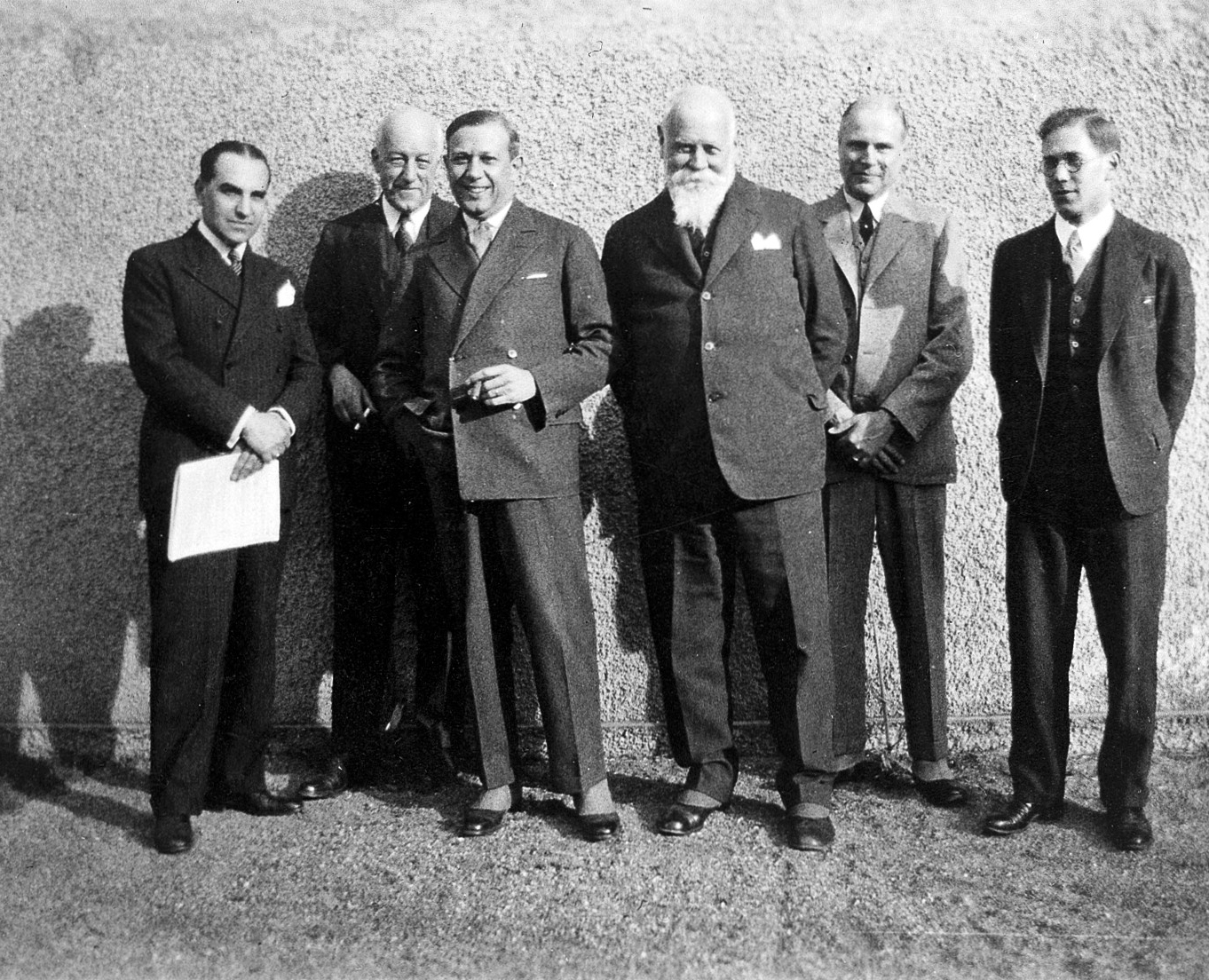
Von links nach rechts: Stephen d’Irsay, Arnold C. Klebs, Henry E. Sigerist, Karl Sudhoff, Friedrich Wilhelm Tobias Hunger, Owsei Temkin. Leipzig 1929

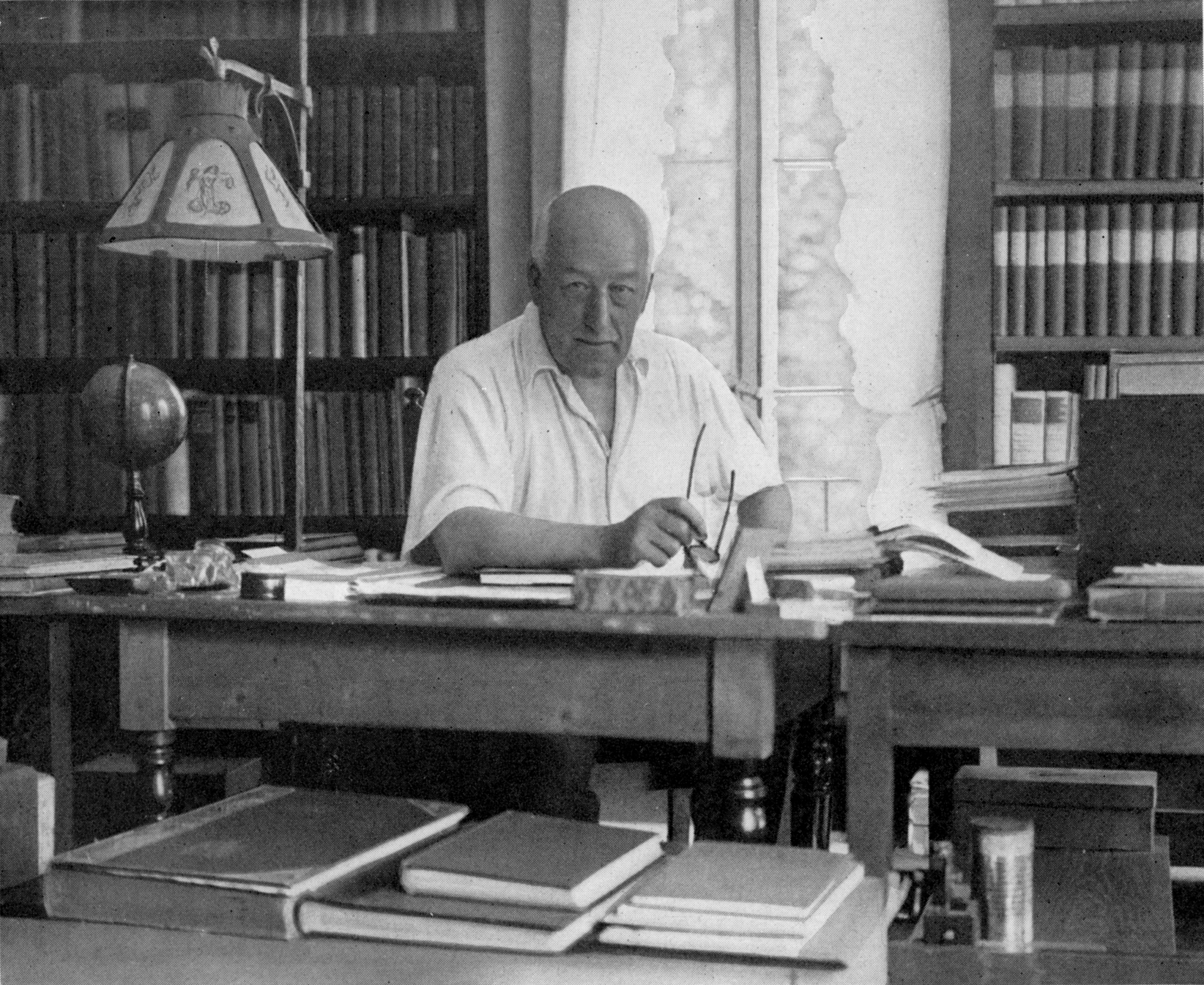
Arnold C. Klebs in seiner Bibliothek in Nyon

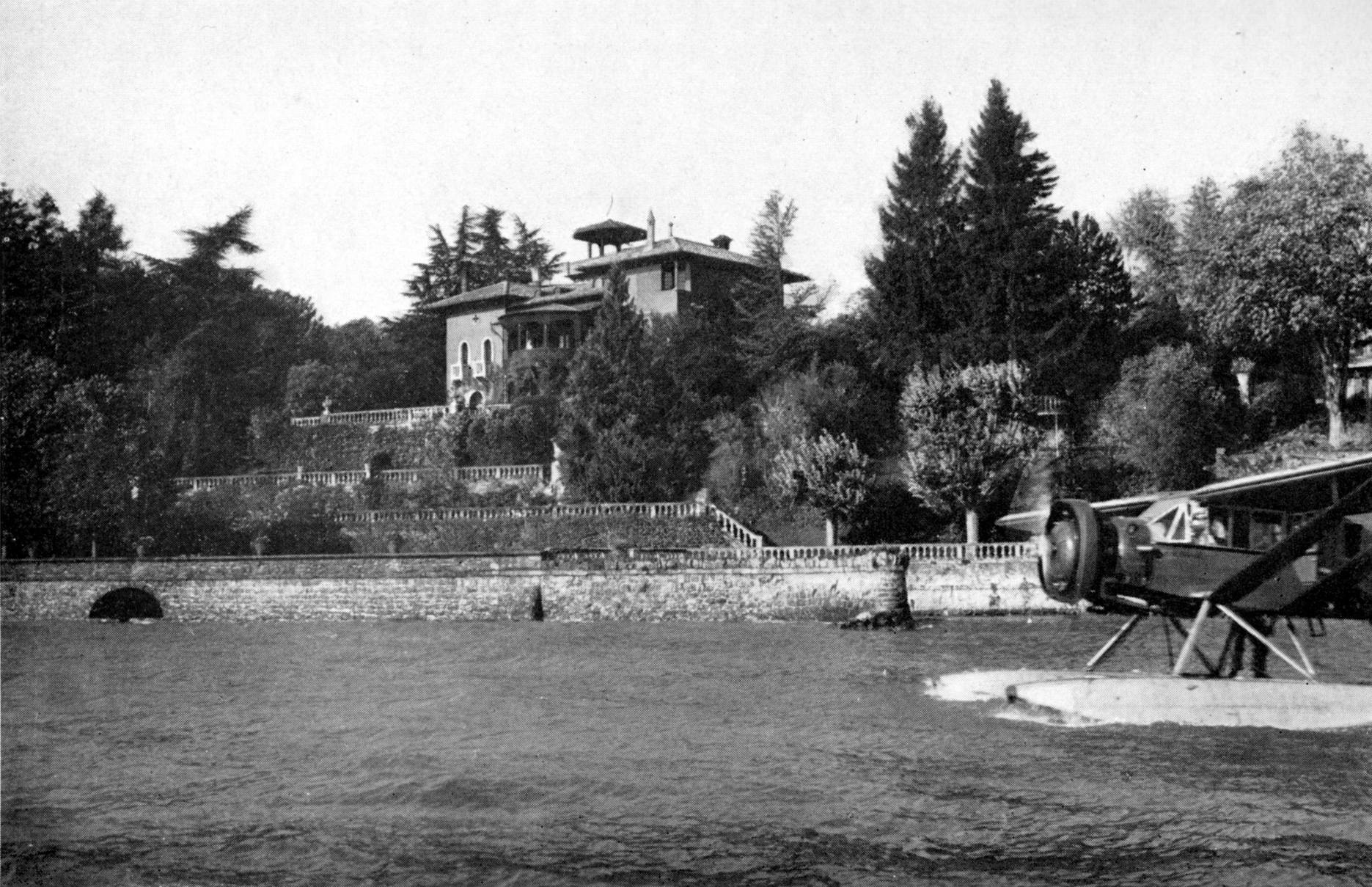
«Les Terrasses» Nyon

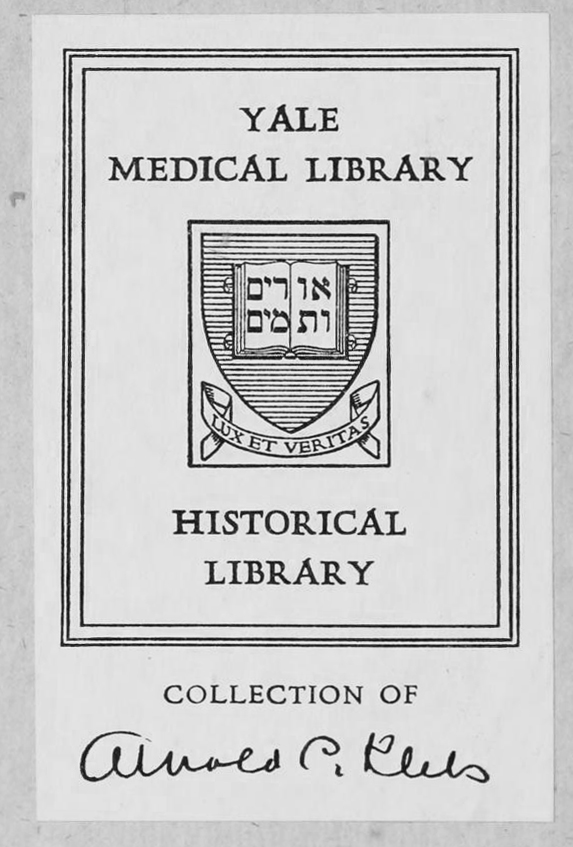
Exlibris mit der Signatur Arnold C. Klebs. Legat in der Yale-University.

Arnold Carl Klebs (* 17. März 1870 in Bern; † 6. März 1943 in Nyon; heimatberechtigt in Oberburg) war ein auf Tuberkulose spezialisierter schweizerisch-US-amerikanischer Arzt und Medizinhistoriker.

## Leben
Klebs war der Sohn des Bakteriologen Edwin Klebs. Er studierte in Zürich, Berlin, Kiel, Würzburg, Bern und Basel. In Basel wurde er 1895 promoviert. Er absolvierte Weiterbildungen in Zürich, London, Paris und Baltimore. 1896 folgte er seinem Vater in die USA. In Chicago hatte er von 1898 bis 1909 eine ärztliche Praxis. Dort war er zudem Direktor des Chicago Tuberculosis Institute. 1904 erhielt er die US-Staatsbürgerschaft.
1909 kehrte er in die Schweiz zurück und liess sich in Nyon nieder. Sein in den USA erworbener Wohlstand ermöglichte es ihm, sich vornehmlich der Medizingeschichte zu widmen und eine umfangreiche medizinhistorische und naturwissenschaftliche Bibliothek mit wertvollen Inkunabeln zusammenzutragen. Seine Villa «Les Terrasses» am Genfersee wurde zum Treffpunkt für Mediziner und Studenten. Mit Henry E. Sigerist verband Klebs eine langjährige intensive Freundschaft. Als William H. Welch 1927 eine Studienreise nach Europa unternahm, kontaktierte er neben Henry E. Sigerist und Karl Sudhoff auch Arnold C. Klebs.
Klebs war Mitbegründer der Schweizerischen Gesellschaft für Geschichte der Medizin und der Naturwissenschaften (SGGMN) sowie Ehrenmitglied der American Association for the History of Medicine. Klebs war zweimal verheiratet, in erster Ehe mit Margaret Forbes, in zweiter mit Harriet K. Newell. Seine Bibliothek hinterliess er der Yale University. Sie bildete einen Grundstock der «Harvey Cushing / John Hay Whitney Medical Library». Die Medical Historical Library widmete Klebs 2008 eine Ausstellung über Leben und Werk.

## Schriften
- Über ödematöse Veränderungen des vorderen Hornhaut-Epithels. G. Fischer, Jena 1895 (Dissertation).
- Insurance of industrial working-men as an instrument of tuberculosis prevention. Chicago 1906 (Digitalisat).
- als Herausgeber: Tuberculosis, a treatise by American authors on its etiology, pathology, frequency, semeiology, diagnosis, prognosis, prevention, and treatment. D. Appleton & Co., New York 1909 (Digitalisat).
- The historic evolution of variolation. In: Bulletin of the Johns Hopkins Hospital. 1913.
- Bibliography of variolation. Lausanne 1913 (Digitalisat).
- Die Variolation in achtzehnten Jahrhundert. Ein historischer Beitrag zur Immunitatsforschung. A. Töpelmann, Gießen 1914 (T. v. Györy, Karl Sudhoff, Georg Sticker (Hrsg.): Zur historischen Biologie der Krankheitserreger. Heft 7. Digitalisat).
- Balneology in the Middle Ages. In: Transactions of the American Clinical and Climatological Association. Band 32, 1916, S. 15–37 PMC 2307644 (freier Volltext).
- Leonardo da Vinci and his anatomical studies. 1916.
- The History of Infection. In: Annals of medical history. 1, 1917, S. 159–173 (archive.org).
- The Practica of Gianmatteo Ferrari da Gradi. Edition princeps. In: Ch. Singer, H. E. Sigerist (Hrsg.): Essays on the history of medicine presented to Karl Sudhoff. Zürich 1924, S. 211–236.
- Herbal facts and thoughts. An introduction to the catalogue of Early Herbals from the library of Dr. Karl Becher, Karlsbad. L’art ancien, Lugano 1925 (Sonderabdruck aus: Bulletin of l’art ancien. 12, 1925, XXIV S.).
- mit E. Droz: Remèdes contra la peste. Facsimilés, notes et liste bibliographique des incunables su la peste. Paris 1925.
- mit Karl Sudhoff: Die ersten gedruckten Pestschriften. Geschichtliche und bibliographische Untersuchungen. München 1926 (Digitalisat).
- Incunabula scientifica et medica. The Saint Catherine Press, 1938. Auch in: Osiris. Band 4, 1938, S. 1–359; Neudruck Hildesheim 1963 (Digitalisat).